# 克利夫頓鎮區 (北卡羅萊納州阿什縣)
克利夫頓鎮區（英語：Clifton Township）是位於美國北卡羅萊納州阿什縣的一個鎮區。

## 地方資料
克利夫頓鎮區的面積為77.69平方千米，皆為陸地。根據2020年美國人口普查的數據，當地共有人口1456人，而人口密度為每平方千米18.74人。